# Камалетдинов, Мутагар Мирхайдарович
Мутагар Мирхайдарович Камалетдинов (баш. Мотаһар Мирхәйҙәр улы Камалетдинов; 1875, Кшанны, Уфимская губерния — 17 июля 1938, Уфа) — мусульманский религиозный деятель, богослов, просветитель. Муфтий ЦДУМ Башкирской АССР (1936).

## Биография
Камалетдинов Мутагар Мирхайдарович родился в 1875 году в д. Кшанны (ныне — в Аургазинском районе Башкортостана).
Окончил медресе в деревне Старые Киешки Уфимского уезда Уфимской губернии.
В 1904 году был назначен имам-хатыбом д. Старые Киешки. Одновременно работал муддарисом в медресе.
По вопросам религиозного образования и модернизации ислама придерживался кадимистических взглядов.
Занимался благотворительностью. Во время Первой мировой войны принимал участие в сборе пожертвований.
Во время Гражданской войны в России был сторонником монархии и поддерживал Белое движение.
В 1928 году был арестован по обвинению в контрреволюционной деятельности и отправлен в ссылку.
С 1933 года работал заместителем председателя Центрального духовного управления Башкирской АССР.
В 1936 году — муфтий (председатель) ЦДУМ Башкирской АССР.
22 октября 1936 года Мутагар Камалетдинов был арестован, обвинён по статье 58-10.
10 января 1938 года расстрелян. Реабилитирован 21 декабря 1956 года.